# Superstock 1000 FIM Cup 2008
Superstock 1000 FIM Cup 2008 è la decima edizione della Superstock 1000 FIM Cup.
Il campionato piloti è stato vinto da Brendan Roberts su Ducati 1098R del team Ducati Xerox Junior, dopo un duro confronto protrattosi per l'arco di tutta la stagione con: Maxime Berger su Honda CBR1000RR del team Hannspree IDS Ten Kate Honda (secondo in graduatoria staccato di 7 punti), Alessandro Polita su Ducati 1098R del team Sterilgarda Go Eleven (terzo con un ritardo di 10 punti) e Xavier Siméon su Suzuki GSX-R1000 del team Alstare Suzuki (quarto a meno 11 punti dal vertice del mondiale).
Il titolo costruttori se lo aggiudica la Ducati, anche in questa graduatoria grande equilibrio con la Honda seconda a 13 punti di distacco, e la Suzuki terza con un ritardo di 20 punti.

## Piloti partecipanti
fonte
Tutte le motociclette in competizione sono equipaggiate con pneumatici forniti dalla Pirelli.
| Nº  | Pilota                  | Squadra                      | Motocicletta        |
| --- | ----------------------- | ---------------------------- | ------------------- |
| 5   | Danny De Boer           | MQP Racing                   | Suzuki GSX-R1000 K8 |
| 7   | René Mähr               | KTM Mähr Superstock          | KTM 1190 RC8        |
| 8   | Andrea Antonelli        | Althea Racing AX 52          | Honda CBR1000RR     |
| 8   | Andrea Antonelli        | Motor's Dream Trasimeno      | Yamaha YZF-R1       |
| 10  | Jon Kirkham             | Raceways Yamaha              | Yamaha YZF-R1       |
| 11  | Javier Oliver           | Orelac Racing by Galvin      | Yamaha YZF-R1       |
| 12  | Alessio Aldrovandi      | Team Pedercini               | Kawasaki ZX-10R     |
| 13  | Vittorio Bortone        | Team Pedercini               | Kawasaki ZX-10R     |
| 14  | Filip Backlund          | MTM Racing                   | Suzuki GSX-R1000 K8 |
| 15  | Matteo Baiocco          | O Six Kawasaki Supported     | Kawasaki ZX-10R     |
| 16  | Raymond Schouten        | Vd Heyden Motors Yamaha      | Yamaha YZF-R1       |
| 17  | Cristiano Todaro        | Celani Team Suzuki Italia    | Suzuki GSX-R1000 K8 |
| 18  | Matt Bond               | Mist Suzuki Racing           | Suzuki GSX-R1000 K8 |
| 19  | Xavier Siméon           | Alstare Suzuki               | Suzuki GSX-R1000    |
| 20  | Sylvain Barrier         | YZF Yamaha Junior            | Yamaha YZF-R1       |
| 21  | Maxime Berger           | Hannspree IDS Ten Kate Honda | Honda CBR1000RR     |
| 23  | Chris Seaton            | Celani Team Suzuki Italia    | Suzuki GSX-R1000 K8 |
| 24  | Marko Jerman            | MD Team Jerman               | Honda CBR1000RR     |
| 26  | Andrea Liberini         | Cruciani Moto Suzuki Italia  | Suzuki GSX-R1000    |
| 29  | Davide Bastianelli      | Celani Team Suzuki Italia    | Suzuki GSX-R1000 K8 |
| 30  | Michaël Savary          | Coutelle Junior Team Suzuki  | Suzuki GSX-R1000 K8 |
| 32  | Lorenzo Baroni          | VB Squadra Corse             | KTM 1190 RC8        |
| 33  | Marko Rohtlaan          | Azione Corse                 | Honda CBR1000RR     |
| 34  | Davide Giugliano        | Cruciani Moto Suzuki Italia  | Suzuki GSX-R1000 K8 |
| 35  | Dominic Lammert         | Suzuki International Europe  | Suzuki GSX-R1000    |
| 41  | Gregory Junod           | PCP Peko Racing              | Yamaha YZF-R1       |
| 45  | Luca Verdini            | RCGM                         | Yamaha YZF-R1       |
| 51  | Michele Pirro           | Yamaha Lorenzini By Leoni    | Yamaha YZF-R1       |
| 53  | Alessandro Polita       | Sterilgarda Go Eleven        | Ducati 1098R        |
| 56  | Loic Napoleone          | Devil Yamaha France          | Yamaha YZF-R1       |
| 57  | Cameron Stronach        | O Six Kawasaki Supported     | Kawasaki ZX-10R     |
| 58  | Robert Gianfardoni      | R.G.Team                     | Ducati 1098R        |
| 60  | Peter Hickman           | Ultimate Racing              | Yamaha YZF-R1       |
| 63  | Per Björk               | Azione Corse                 | Honda CBR1000RR     |
| 66  | Branko Srdanov          | Zone Rouge                   | Yamaha YZF-R1       |
| 67  | Ronald ter Braake       | Fabricom - MCT Racing        | Ducati 1098R        |
| 69  | Ondřej Ježek            | MS Racing                    | Honda CBR1000RR     |
| 71  | Claudio Corti           | Yamaha Motor Italia Jun.     | Yamaha YZF-R1       |
| 72  | Jordi Torres            | Honda Merson                 | Honda CBR1000RR     |
| 73  | Simone Saltarelli       | Boselli Racing               | Suzuki GSX-R1000 K8 |
| 74  | Julien Millet           | Moto Performances            | Yamaha YZF-R1       |
| 77  | Barry Liam Burrell      | MS Racing                    | Honda CBR1000RR     |
| 78  | Freddy Foray            | Coutelle Junior Team Suzuki  | Suzuki GSX-R1000 K8 |
| 81  | Pauli Pekkanen          | KTM Mähr Superstock          | KTM 1190 RC8        |
| 82  | Franck Millet           | YZF Yamaha Junior            | Yamaha YZF-R1       |
| 84  | Federico Pica           | Cruciani Moto Suzuki Italia  | Suzuki GSX-R1000 K8 |
| 86  | Lennart van Houwelingen | Vd Heyden Motors Yamaha      | Yamaha YZF-R1       |
| 87  | Gareth Jones            | Mist Suzuki Racing           | Suzuki GSX-R1000 K8 |
| 88  | Kenny Foray             | Zone Rouge                   | Yamaha YZF-R1       |
| 89  | Domenico Colucci        | Ducati Xerox Junior          | Ducati 1098R        |
| 90  | Michal Drobný           | Intermoto Czech              | Honda CBR1000RR     |
| 91  | Marek Szkopek           | Oki Szkopek                  | Yamaha YZF-R1       |
| 92  | Jure Stibilj            | MD Team Jerman               | Honda CBR1000RR     |
| 96  | Matěj Smrž              | MS Racing                    | Honda CBR1000RR     |
| 98  | Oliver Skach            | Bwin Racing                  | Suzuki GSX-R1000 K8 |
| 99  | Roy Ten Napel           | MQP Racing                   | Suzuki GSX-R1000 K8 |
| 107 | Niccolò Rosso           | Azione Corse                 | Honda CBR1000RR     |
| 111 | Fabrizio Perotti        | Cruciani Moto Suzuki Italia  | Suzuki GSX-R1000 K8 |
| 113 | Sheridan Morais         | Team Pedercini               | Kawasaki ZX-10R     |
| 117 | Denis Sacchetti         | Guandalini Racing            | Ducati 1098R        |
| 119 | Michele Magnoni         | Yamaha Lorenzini By Leoni    | Yamaha YZF-R1       |
| 120 | Marcin Walkowiak        | LW RT Powered by Szkopek     | Yamaha YZF-R1       |
| 132 | Yoann Tiberio           | Team Pedercini               | Kawasaki ZX-10R     |
| 154 | Tommaso Lorenzetti      | Celani Team Suzuki Italia    | Suzuki GSX-R1000 K8 |
| 155 | Brendan Roberts         | Ducati Xerox Junior          | Ducati 1098R        |
| 996 | Jonathan Gallina        | Orelac Racing by Galvin      | Kawasaki ZX-10R     |

| Legenda            |
| ------------------ |
| Pilota wildcard    |
| Pilota Sostitutivo |

## Calendario
| N° | Data        | Gran Premio | Circuito         | Pole Position   | Vincitore Gara    | Leader del campionato | Resoconto |
| -- | ----------- | ----------- | ---------------- | --------------- | ----------------- | --------------------- | --------- |
| 1  | 6 aprile    | Spagna      | Valencia         | Brendan Roberts | Brendan Roberts   | Brendan Roberts       | Resoconto |
| 2  | 27 aprile   | Paesi Bassi | Assen            | Claudio Corti   | Maxime Berger     | Maxime Berger         | Resoconto |
| 3  | 11 maggio   | Italia      | Monza            | Claudio Corti   | Xavier Siméon     | Xavier Siméon         | Resoconto |
| 4  | 15 giugno   | Germania    | Nürburgring      | Brendan Roberts | Brendan Roberts   | Xavier Siméon         | Resoconto |
| 5  | 29 giugno   | San Marino  | Misano Adriatico | Michele Pirro   | Alessandro Polita | Xavier Siméon         | Resoconto |
| 6  | 20 luglio   | Rep. Ceca   | Brno             | Brendan Roberts | Maxime Berger     | Brendan Roberts       | Resoconto |
| 7  | 3 agosto    | Regno Unito | Brands Hatch     | Maxime Berger   | Maxime Berger     | Maxime Berger         | Resoconto |
| 8  | 7 settembre | Europa      | Donington        | Xavier Siméon   | Xavier Siméon     | Brendan Roberts       | Resoconto |
| 9  | 5 ottobre   | Francia     | Magny-Cours      | Matěj Smrž      | Matěj Smrž        | Xavier Siméon         | Resoconto |
| 10 | 2 novembre  | Portogallo  | Portimão         | Brendan Roberts | Brendan Roberts   | Brendan Roberts       | Resoconto |

## Classifiche

### Classifica Piloti[1]
| Pos. | Pilota             | Moto           |     |     |     |     |     |     |     |     |     |     | P.ti |
| ---- | ------------------ | -------------- | --- | --- | --- | --- | --- | --- | --- | --- | --- | --- | ---- |
| 1    | Brendan Roberts    | Ducati         | 1   | Rit | 4   | 1   | 4   | 2   | 4   | 4   | 20  | 1   | 147  |
| 2    | Maxime Berger      | Honda          | 7   | 1   | Rit | 7   | 3   | 1   | 1   | 6   | 11  | 3   | 140  |
| 3    | Alessandro Polita  | Ducati         | 4   | 4   | 3   | 16  | 1   | 3   | 5   | 2   | 4   | 6   | 137  |
| 4    | Xavier Siméon      | Suzuki         | 3   | 3   | 1   | 3   | 5   | 5   | NP  | 1   | 5   | 11  | 136  |
| 5    | Michele Pirro      | Yamaha         | 6   | 2   | Rit | 4   | 2   | 6   | 6   | 19  | 10  | 4   | 102  |
| 6    | Matěj Smrž         | Honda          | Rit | 7   | 2   | 5   | Rit | 8   | Rit | Rit | 1   | 5   | 84   |
| 7    | Davide Giugliano   | Suzuki         | 2   | 8   | Rit | 2   | 20  | 9   | Rit | 3   | 15  | Rit | 72   |
| 8    | Freddy Foray       | Suzuki         | 12  | Rit | 7   | 8   | 8   | 20  | 10  | 26  | 2   | 9   | 62   |
| 9    | Chris Seaton       | Suzuki         | 8   | 24  | Rit | 11  | 9   | 7   | 9   | Rit | 12  | 2   | 60   |
| 10   | Andrea Antonelli   | Honda e Yamaha | 20  | 5   | 12  | 13  | 6   | 4   | 3   | Rit | 18  | SQ  | 57   |
| 11   | Claudio Corti      | Yamaha         | 5   | Rit | Rit | 6   | 12  | Rit | 8   | Rit | 3   | 8   | 57   |
| 12   | Barry Liam Burrell | Honda          | 9   | Rit | Rit | 12  | 13  | 15  | 7   | 9   | 14  | 10  | 39   |
| 13   | Kenny Foray        | Yamaha         | 13  | 9   | 8   | 17  | 10  | 16  | 23  | Rit | 8   | 16  | 32   |
| 14   | Michele Magnoni    | Yamaha         | 10  | Rit | 5   | 9   | Rit | 10  | 21  | Rit | Rit | Rit | 30   |
| 15   | Domenico Colucci   | Ducati         | Rit | 11  | Rit | 25  | 7   | 12  |     | 11  | 13  | Rit | 26   |
| 16   | Sylvain Barrier    | Yamaha         | 14  | Rit | Rit | Rit | 14  |     |     |     | 7   | 7   | 22   |
| 17   | Sheridan Morais    | Kawasaki       |     |     |     |     |     |     | 2   | Rit |     | 15  | 21   |
| 18   | Gareth Jones       | Suzuki         | 31  | 14  | 9   | 14  | 16  | 11  | 11  | Rit | 17  | 22  | 21   |
| 19   | Michaël Savary     | Suzuki         | 19  | Rit | 10  | 15  | Rit | 17  | 12  | Rit | 9   | 24  | 18   |
| 20   | Matteo Baiocco     | Kawasaki       | 17  | 12  | Rit | 18  | 15  | 13  | Rit | 7   | Rit | Rit | 17   |
| 21   | Raymond Schouten   | Yamaha         | 16  | 6   | Rit | Rit | 18  | 14  | 16  | 12  | 16  |     | 16   |
| 22   | Fabrizio Perotti   | Suzuki         | 11  | 17  | 6   | Rit | Rit |     |     |     |     |     | 15   |
| 23   | Julien Millet      | Yamaha         |     |     |     |     |     |     |     |     | 6   | 13  | 13   |
| 24   | Filip Backlund     | Suzuki         | 18  | 22  | 13  | 19  | 22  | 24  | 19  | 8   | 19  | 14  | 13   |
| 25   | Jon Kirkham        | Yamaha         |     |     |     |     |     |     | NP  | 5   |     |     | 11   |
| 26   | Yoann Tiberio      | Kawasaki       | 15  | 15  | Rit | 10  | 17  | Rit | 15  | 20  | Rit |     | 9    |
| 27   | Jure Stibilj       | Honda          | Rit | Rit | 19  | 34  | 30  | 25  | 20  | 10  | 27  | 28  | 6    |
| 28   | Marko Rohtlaan     | Honda          | 24  | 10  | Rit | Rit |     |     |     |     |     |     | 6    |
| 29   | Danny De Boer      | Suzuki         | 21  | 13  | Rit | 30  | 23  | 23  | 28  | 13  | 31  | 20  | 6    |
| 30   | Luca Verdini       | Yamaha         |     |     | Rit |     | 11  |     |     |     |     |     | 5    |
| 31   | Alessio Aldrovandi | Kawasaki       | Rit | 23  | 11  | 20  | 19  | 28  | 24  | 21  |     |     | 5    |
| 32   | Simone Saltarelli  | Suzuki         |     |     |     |     |     |     |     |     |     | 12  | 4    |
| 33   | René Mähr          | KTM            | Rit | 16  | Rit | 33  | 25  | 19  | 13  | Rit | Rit | 17  | 3    |
| 34   | Gregory Junod      | Yamaha         | 29  | 18  | 14  | 21  |     | 26  | 26  | 15  | 26  | 31  | 3    |
| 35   | Niccolò Rosso      | Honda          |     |     |     |     |     |     | Rit | 14  | 25  | 25  | 2    |
| 36   | Pauli Pekkanen     | KTM            |     |     |     |     |     | 22  | 14  | Rit | 22  | 30  | 2    |
| 37   | Jonathan Gallina   | Kawasaki       | 23  | 25  | 15  | Rit | NP  | Rit |     |     |     |     | 1    |
| Pos. | Pilota             | Moto           |     |     |     |     |     |     |     |     |     |     | P.ti |

| Legenda | 1º posto        | 2º posto            | 3º posto           | A punti      | Senza punti        | Grassetto – Pole position Corsivo – Giro più veloce |
| Legenda | Gara non valida | Non qual./Non part. | Ritirato/Non class | Squalificato | '-' Dato non disp. | Grassetto – Pole position Corsivo – Giro più veloce |

### Sistema di punteggio
| Pos.  | 1  | 2  | 3  | 4  | 5  | 6  | 7 | 8 | 9 | 10 | 11 | 12 | 13 | 14 | 15 | 16> |
| Punti | 25 | 20 | 16 | 13 | 11 | 10 | 9 | 8 | 7 | 6  | 5  | 4  | 3  | 2  | 1  | 0   |

### Costruttori[2]
| Pos. | Costruttore |     |    |     |    |    |    |    |     |    |    | P.ti |
| ---- | ----------- | --- | -- | --- | -- | -- | -- | -- | --- | -- | -- | ---- |
| 1    | Ducati      | 1   | 4  | 3   | 1  | 1  | 2  | 4  | 2   | 4  | 1  | 195  |
| 2    | Honda       | 7   | 1  | 2   | 5  | 3  | 1  | 1  | 6   | 1  | 3  | 182  |
| 3    | Suzuki      | 2   | 3  | 1   | 2  | 5  | 5  | 9  | 1   | 2  | 2  | 175  |
| 4    | Yamaha      | 5   | 2  | 5   | 4  | 2  | 6  | 6  | 5   | 3  | 4  | 135  |
| 5    | Kawasaki    | 15  | 12 | 11  | 10 | 15 | 13 | 2  | 7   | 34 | 15 | 50   |
| 6    | KTM         | Rit | 16 | Rit | 33 | 25 | 19 | 13 | Rit | 22 | 17 | 3    |